# Carnaval ambrosien
Le carnaval ambrosien est un événement festif annuel à caractère historique et religieux dont les manifestations se déroulent lors de la période de carnaval à Milan et dans les diocèses du Tessin observant le rite ambrosien.

## Articulation du carnaval avec le rite ambrosien
Dans le rite ambrosien, observé dans la majeure partie des églises de l'archidiocèse de Milan et dans quelques diocèses voisins, notamment dans le canton du Tessin,, la période du Carême commence le premier dimanche de carême qui devient ici le Dimanche des Cendres, équivalent ambrosien du Mercredi des Cendres du rite romain. Le Carnaval se poursuit ainsi durant quatre jours au-delà du Mardi gras, par lequel il se termine dans le rite romain, jusqu'au Samedi gras, journée conclusive du Carnaval ambrosien.

## Tradition orale
Selon la tradition orale, à l'origine de cet usage se trouve une requête spécifique de saint Ambroise qui, en pèlerinage loin de Milan, aurait demandé à la population d'attendre son retour afin de lui permettre d'être présent pour célébrer le début du Carême. Cette prolongation est vraisemblablement due à des raisons de guerre, de disette, d'épidémie ou à la transition entre le calendrier julien et le calendrier grégorien qui se situe en 1582. Une autre explication réside dans le décompte des jours lié à la différenciation entre les termes de pénitence et de jeûne au sens strict, le décompte ambrosien étant le décompte original du Carême primitif dans tous les rites. Des raisons mercantiles sont également prêtées au prélat, tendant à favoriser le commerce milanais par la prolongation des jours de réjouissance.
La chronologie historique des événements replace dans le temps la succession des faits qui ont déterminé la lente définition du Carnaval ambrosien et plus largement celle du carnaval moderne. Du point de vue religieux, une grande partie des sources ramène à la transcription de traditions orales, improprement nommées légendes. Des variantes des récits oraux désormais codifiés proposent des personnages existants dans des lieux réels participant d'avènements historiquement prouvés.

### Première tradition orale
Dans la seconde moitié du IVe siècle, le Carnaval de Milan est renommé pour ses festivités grandioses et pour son faste. Les milanais attendent le retour de l'évêque Ambroise pour la liturgie du Carême. Le retard du haut-prélat justifie de manière inappropriée le prolongement du divertissement jusqu'à son arrivée. La variante propose une demande d'Ambroise à la cité de différer la fin du Carnaval jusqu'à son retour.

### Deuxième tradition orale
Ambroise est en voyage diplomatique dans les provinces de l'Empire gouverné par Théodose, vraisemblablement un pèlerinage en Terre sainte sur les traces de l'impératrice Hélène ou une ambassade à Trèves Préfecture du prétoire des Gaules. Personne n'ose fêter le Carnaval avant le retour à Milan d'un tel citoyen illustre, influent et vénéré, quand le temps du Carême est arrivé. Aussi celui-ci concède-t-il une dispense, l'habeatis grassum, pour quatre jours de divertissement en plus du temps canonique qui précède une longue période de pénitence. Une variante raconte qu'Ambroise, de retour d'un voyage à Rome, vraisemblablement lié à ses obligations auprès du pape et de la curie romaine, est extrêmement en retard sur les festivités carnavalesques. Une délégation de notables le rencontre à mi-chemin et obtient son consentement pour dérouler les rites en son absence.

### Troisième tradition orale
Les sources documentaires remontant au XVIe siècle et relatives à la chronologie historique de Milan au IVe siècle évoquent l'état de la ville décimée par la peste. La population est mise en quarantaine, les voies d'accès sont fermées et limitées aux échanges commerciaux, les vivres sont rationnés. La situation est normalisée à la veille de la période de jeûne du Carême. Souffrances, faim, restrictions, sont un vrai supplice pour la population déjà épuisée par la maladie et les privations. Ambroise expose la délicate question au pape et obtient une dispense spéciale perpétuelle : il est concédé de festoyer jusqu'au samedi précédent le premier dimanche de Carême au seul diocèse de Milan et aux territoires de son ressort. Le décompte primitif est ainsi à nouveau reconnu. La tradition ne fait pas référence à une année spécifique. Les papes, sous le mandat épiscopal d'Ambroise, sont successivement Damase et Sirice.
Bien que ne reposant pas sur des sources écrites autorisées et reconnues, toutes les variantes observent le décompte préexistant du rite liturgique (it) consolidé dans le rite ambrosien.

## Contexte historique

### Empire romain d'Occident
En 306, l'empereur Constantin Ier, auteur, avec Licinius de l'édit de Milan, et sa mère Flavia Giulia Elena contribuent à la diffusion du Christianisme en Occident. Mediolanum, capitale impériale de l'Empire romain d'Occident est gouvernée par Maximien Hercule puis Théodose Ier avant le transfert de la capitale à Ravenne. En 380 Théodose promulgue, avec les deux autres César Auguste Gratien et Valentinien II, l'édit de Thessalonique, par lequel le credo de Nicée devient la religion unique et obligatoire de l'Empire. Théodose qui professe le credo de Nicée par opposition à l'arianisme, convoque en 381 le premier concile de Constantinople pour condamner les hérésies qui s'opposent aux principes du concile de Nicée. Entre 391 et 392 sont pris les décrets théodosiens (it) d'application de l'édit de Thessalonique : l'accès aux temples païens est interdit, la prohibition de toute forme de culte est réaffirmée, l'adoration des statues et autres idoles païennes est prohibée, les sanctions administratives contre les chrétiens qui se convertissent à nouveau au paganisme sont aggravées. Par le décret pris en 392 à Constantinople, l'immolation des victimes dans les sacrifices est poursuivie, la consultation des viscères est condamnée, assimilée au délit de Lex Iulia maiestatis (it) (crime de lèse-majesté) passible de la peine de mort. Les temples païens sont l'objet de destructions systématiques, les biens sont confisqués, les chefs sont mis aux arrêts et les adeptes persécutés. En 393, sous l'influence de l'évêque Ambroise, les jeux olympiques sont qualifiés de fête païenne et leur fermeture est décrétée. Le massacre de Thessalonique et surtout l'intolérable niveau de corruption régnant entre les athlètes et les organisateurs qui faussent les compétitions viennent renforcer cette décision qui met fin à une tradition millénaire.
Au moment de la transition entre la religion romaine et le christianisme on assiste à un renversement des rôles. De chrétiens persécutés à chrétiens persécuteurs, dans la figure même de l'Empereur qui, animé par des raisons politiques, sociales, psychologiques, stratégiques, frôle l'orthodoxie radicale tendant au fanatisme, débouchant sur de cruelles et sanglantes persécutions, provoquant souvent des conflits longs et animés entre Ambroise et Théodose. La religion romaine cesse donc d'être pratiquée à la fin du IVe siècle avec les édits promulgués par l'empereur romain de foi chrétienne Théodose qui interdit tous les cultes non chrétiens. Dans un tel contexte, avec Milan au centre de l'Empire, parmi les rares soupapes de sécurité subsistantes, les Saturnales, les Bacchanales, les Fornacalia, les Parentalia, les Lupercales, les Ides de Mars et tout l'ensemble des festivités romaines compris entre les mois de décembre et de mars, épurées des rituels orgiaques, des rites propitiatoires, des sacrifices d'animaux et des pratiques sexuelles, se transforme en rites carnavalesques dépouillés du culte des idoles païennes.
La pratique du travestissement est connue dès l'Égypte antique dans le culte de la déesse Isis et en Grèce à travers les Dionysies tandis qu'à Rome les Saturnales, proches de la foire foraine quoique plus prosaïques et dissolues, ont pour fil conducteur le renversement de l'ordre établi. De nouveaux usages et de nouvelles coutumes reviennent à ce renversement de l'ordre social et des hiérarchies pour laisser la place à l'inversion des classes, à la caricature des aristocrates et du clergé au moyen de la dérision, de la satire et de la critique, singeant les styles de vie à travers le sarcasme, l'ironie, la parodie, le burlesque, la débauche, orientés dans le champ politique et religieux à travers les cortèges, défilés et bals masqués. D'abondantes ripailles et de généreuses libations accompagnent les festivités, préludes à une longue période de pénitence marquée par les principes chrétiens tels que l'abstinence, le jeûne, l'expiation, la repentance ou la confession. Ainsi se fait jour le précurseur du Carnaval moderne qui trouve donc à Milan le berceau de ses origines.

### Moyen Âge
Au Moyen Âge, le Carnaval ambrosien est plutôt grossier, transformé en fêtes licencieuses comme la fête de l'âne, festivités marquant le renversement ou l'inversion des rôles sociaux ; la fête des fous, divertissement emprunté au renversement de l'ordre établi où les fous sont transformés en rois et les clercs en hauts prélats par le truchement du déguisement, des chansons licencieuses et de la satire ; aucun usage, aucune convention n'échappe au ridicule, les personnages les plus haut placés de la société doivent se résigner à la raillerie ; bien que condamnée et censurée à plusieurs reprises, elle continue à provoquer le désordre par la licence et les farces obscènes, se gaussant des coutumes civiles et religieuses ; elle subsiste jusqu'au XVIe siècle ; la farce des innocents, d'origine ibérique et introduite durant la domination espagnole en Italie ; l'assimilation des enfants, qui par leur nature et leur tendresse étaient considérés comme innocents, aux idiots et aux fous inconscients incapables et irresponsables constitue la base de ces fêtes du cycle carnavalesque ; la fête des cocus ; etc.

### Renaissance et période baroque
À la Renaissance, le Carnaval ambrosien devient plus raffiné. La période est caractérisée par l'usage des chars et des défilés fastueux.

#### Le carnaval et les Borromée
En janvier 1571, débute la bataille de Charles Borromée contre les festivités du Carnevalone. Nombre de représentants des citoyens toujours prompts à défendre les plaisirs, en appellent directement au pape Grégoire XIII quand le sévère archevêque impose à nouveau ses prétentions restrictives et applique des sanctions. Le prélat réussit seulement à convaincre les fidèles à renoncer à un jour de leur Carnaval, afin de le faire terminer le samedi à minuit au lieu du dimanche. Durant l'épidémie de 1576 connue comme peste de San Carlo (it), dans la vaine tentative d'interdire les divertissements afin de contenir une éventuelle contagion, Charles Borromée limite l'espace des festivités au seul périmètre de la piazza del Duomo. La quarantaine débute le 29 octobre et se prolonge jusqu'en fin janvier. Nombre de mesures restrictives sont maintenues jusqu'à Pâques. Cet événement qui contraint les milanais à rester enfermés chez eux est commémoré par Charles Borromée. Durant les festivités du carnaval, la cour épiscopale se retire dans la basilique Santa Maria presso San Celso pour la célébration du triduum de pénitence, rite pratiqué jusqu'en 1951. Le 27 janvier 1582, Charles Borromée interdit les mascarades par décret. Les tournois et les ventes durant les fêtes avaient été interdits lors des années précédentes.
Le 26 octobre 1629, un premier cas de peste se déclare à San Babila (it). Durant l'épidémie connue comme peste de 1630, Federico Borromeo doit faire face à une révolte populaire à la suite de sa tentative d'abolir les fêtes après le Mardi gras. Le carnaval continue à être vu comme une libération. L'absence momentanée de règles ne permet pas la limitation des excès : déguisements, agressions et vols font l'ordinaire des jours, les banquets et les réunions orgiaques sont la règle. Le masque, garant de l'anonymat et de l'impunité, constitue une incitation à perpétrer de nouveaux méfaits. Le 22 juillet 1658, au moment du danger le plus grave pour la ville on fait vœu « per sei anni in avvenire di non farsi maschere, festini e giuochi » (« pour les six années à venir de ne pas se masquer, festoyer ni jouer ») et les ordonnances gouvernementales rejoignent la demande d'abolition des festivités quand les délits commis à Milan par les bandes armées et masquées dépassent toutes les prévisions.

#### La commedia dell'arte
Durant le XVIIe siècle baroque, le duché de Milan est marqué par la domination espagnole. Le Carnaval ambrosien atteint son élégance et sa splendeur maximales. Apparaissent les masques régionaux de la commedia dell'arte qui s'est diffusée au XVIe siècle avec les œuvres de Ruzzante, pseudonyme d'Angelo Beolco. La comédie classique devient divertissement avec de nouveaux personnages : Meneghino et Cecca, Brighella, Rosaura (it), Beltrame.

## Thème des éditions contemporaines
- 2016 : XLI All'Incontrario - Il mondo dell'opposto e del contrario
- 2015 : XL Pela, Taglia, Trita, Cuoci
- 2014 : XXXIX Sportissimissimi.it
- 2013 : XXXVIII Barra a Dritta! Verso l'Isola del Tesoro
- 2012 : XXXVII Il Carnevale dei popoli
- 2011 : XXXVI Made in Italy
- 2010 : XXXV Milano città che trasforma e si trasforma ..... Trasformiamoci
- 2009 : XXXIV Milano città aperta all'innovazione e ai cambiamenti imposti dalla modernità
- 2008 : XXXIII Giocagiocattolo - I Giochi siamo noi!
- 2007 : XXXII Ritorno al Futurismo

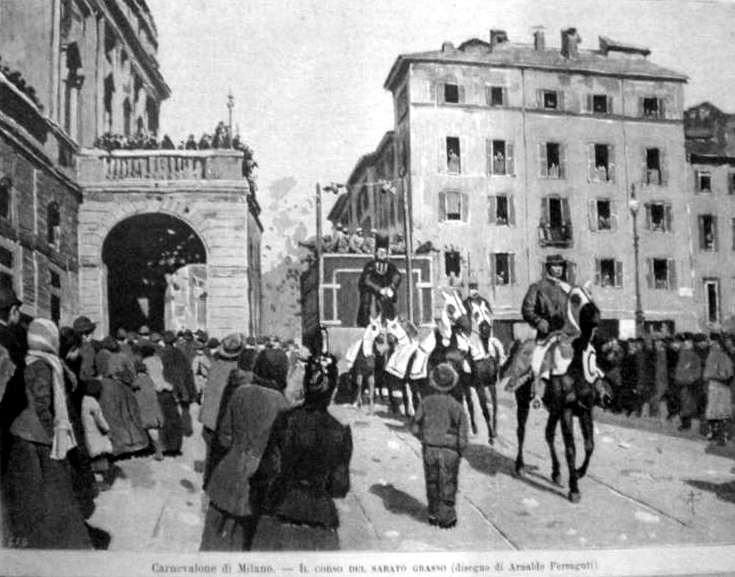
Carnevalone di Milano - Il corso del sabato grasso (1893), Arnaldo Ferragu (it), lithographie d'après une photographie tirée de L'Illustrazione Italiana montrant le char défilant sur la Piazza della Scala avant sa démolition au début du XXe siècle.
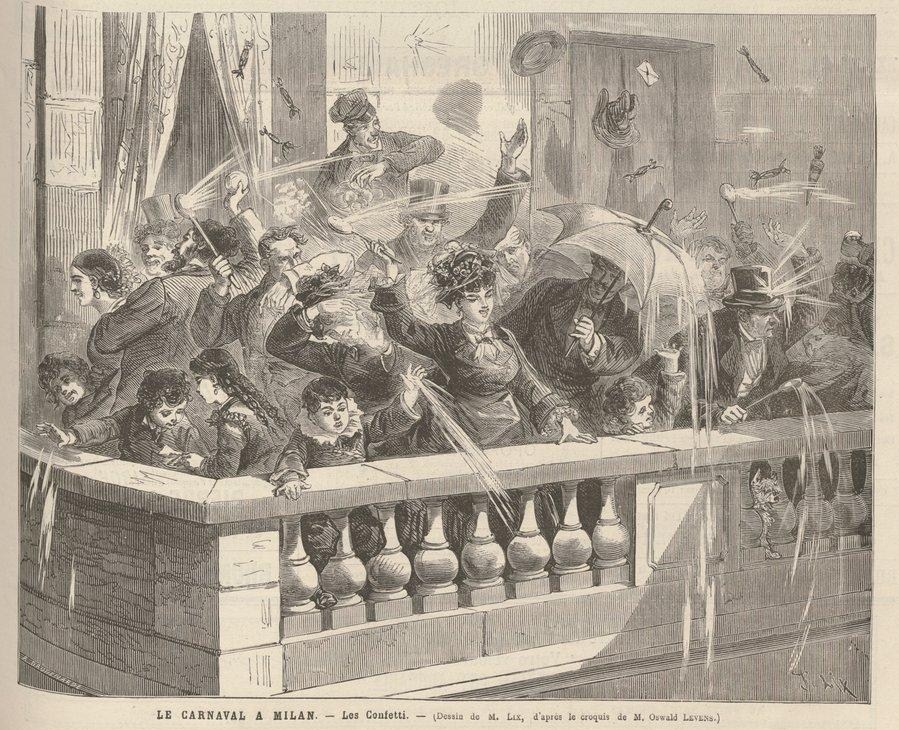
Le Carnaval à Milan — les confetti, dessin de Frédéric Lix d'après un croquis d'Oswald Levens, Le Monde illustré, 1er mars 1884.
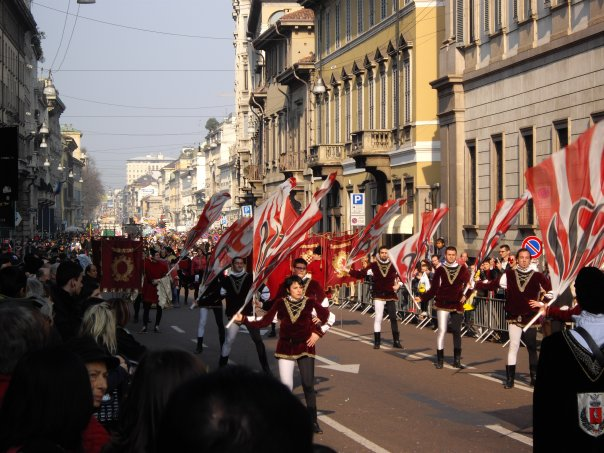
Porte étendards, Carnaval de Milan 2009.
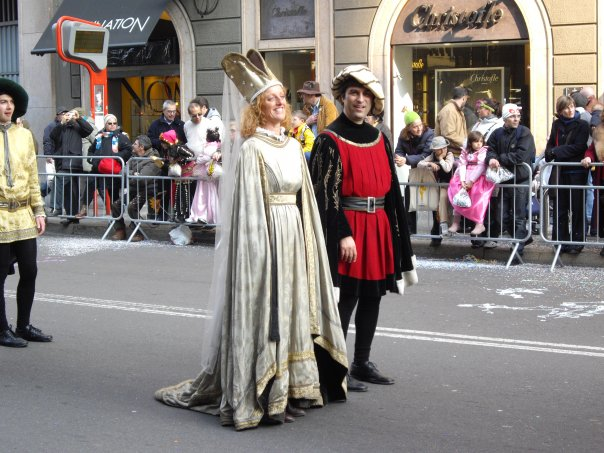
Cortège historique, Carnaval de Milan 2009.
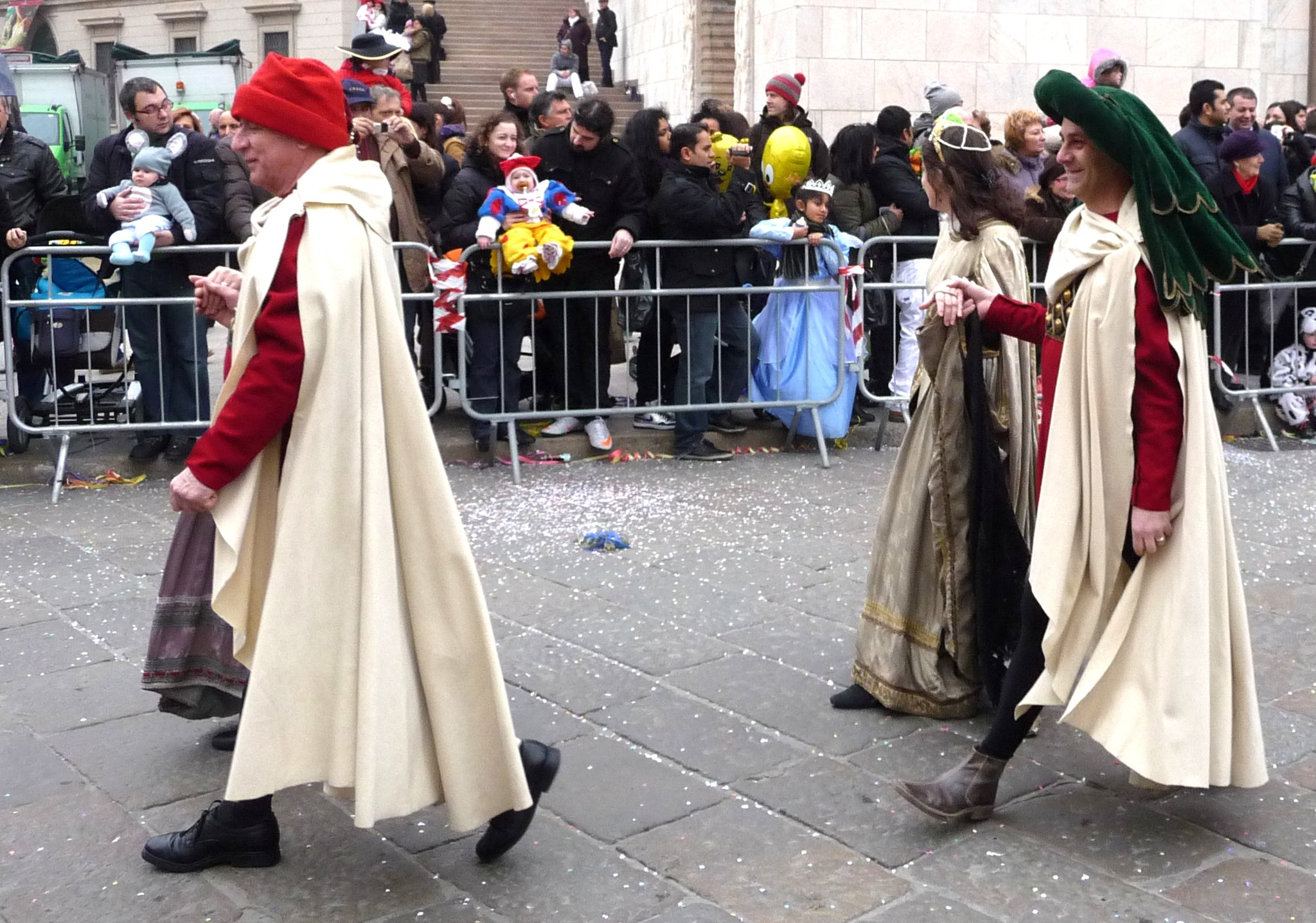
Cortège historique, Carnaval de Milan 2011.
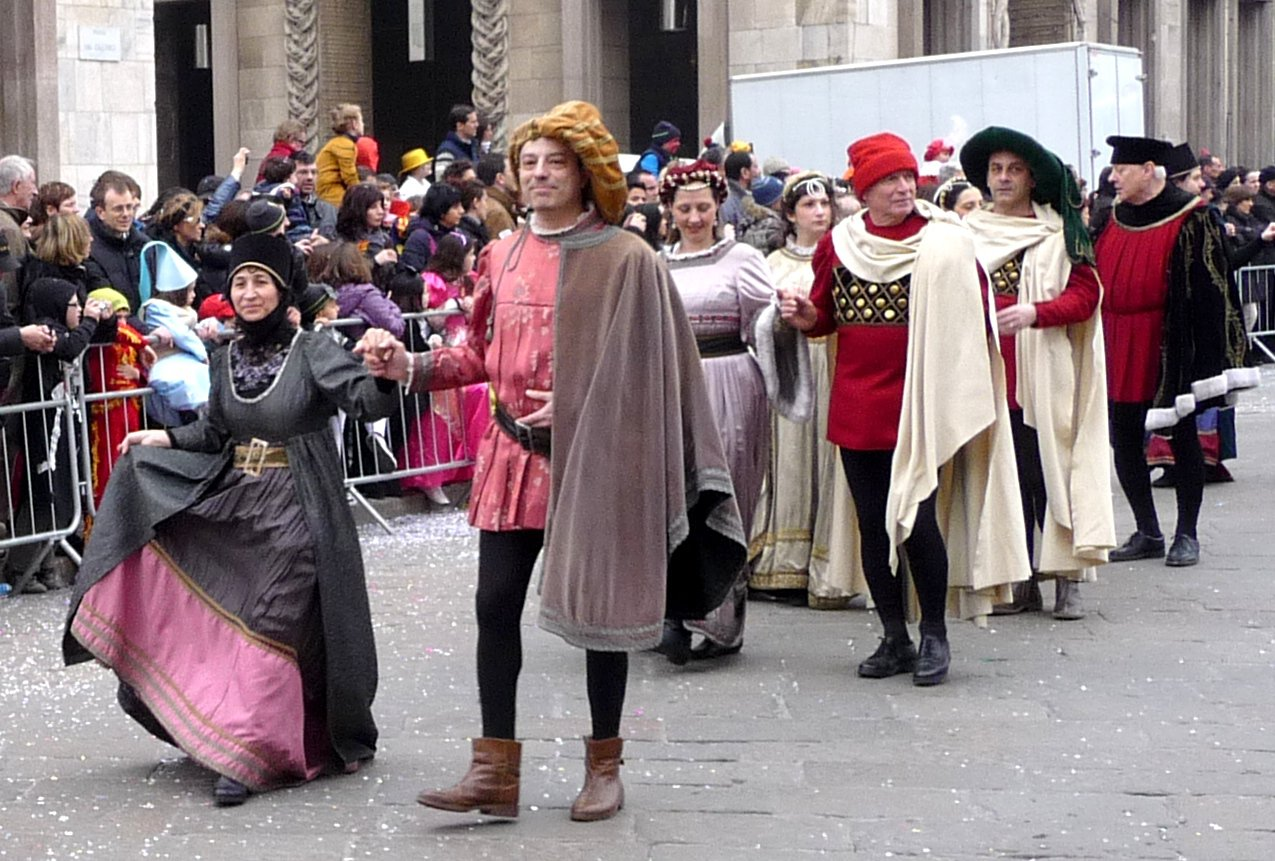
Cortège historique, Carnaval de Milan 2011.